# Плотность состояний
Плотность состояний — величина, определяющая количество энергетических уровней в единичном интервале энергий на единицу объёма в трёхмерном случае (на единицу площади — в двумерном случае). Является важным параметром в статистической физике и физике твёрдого тела. Термин может применяться к фотонам, электронам, квазичастицам в твёрдом теле и т. п. Применяется только для одночастичных задач, то есть для систем, где можно пренебречь взаимодействием (невзаимодействующие частицы) или добавить взаимодействие в качестве возмущения (это приведёт к модификации плотности состояний).

## Определение
Чтобы вычислить число состояний частицы в единичном энергетическом интервале, сначала найдём плотность состояний в обратном пространстве (пространство волновых векторов, оно же {\displaystyle k}-пространство). «Расстояние» по {\displaystyle k} между состояниями определяется граничными условиями.
Для свободных электронов и фотонов в области {\displaystyle 0<x<L} или для электронов в кристаллической решётке с параметром решётки {\displaystyle L} используем периодические граничные условия Борна — фон Кармана для волновой функции: {\displaystyle \psi (x)=\psi (x+L)}. В таком случае {\displaystyle \psi (x)={\mbox{const}}\cdot e^{ik_{x}x}} и для возможных значений {\displaystyle x}-компоненты волнового вектора {\displaystyle k_{x}} получается соотношение {\displaystyle 2\pi N=k_{x}L}, где {\displaystyle N} — любое целое число. Расстояние между соседними (то есть {\displaystyle N}-м и {\displaystyle N}{\displaystyle +1} -м) состояниями будет
{\displaystyle \Delta k_{x}={\frac {2\pi }{L}}}.
Аналогичные выражения можно записать и для других декартовых координат ({\displaystyle y}, {\displaystyle z}). Набор доступных состояний представляет собой бесконечный массив точек по нескольким (скольким именно — зависит от размерности) «направлениям» {\displaystyle k}-пространства.
Количество состояний {\displaystyle G(k)}, доступных для частицы с модулем волнового вектора меньше заданного значения {\displaystyle k}, равно объёму «{\displaystyle n}-мерного шара радиусом {\displaystyle k}», делённому на объём, приходящийся на одно состояние:
{\displaystyle G(k)={\frac {\nu _{s}}{\left({\Delta k}\right)^{n}}}\int \limits _{0}^{k}\,{d^{n}{\mathbf {k} }}},
где {\displaystyle \nu _{s}} — вырождение уровня (обычно спиновое вырождение, равное 2). Под {\displaystyle (\Delta k)^{n}} понимается произведение {\displaystyle 1\cdot \Delta k_{x}\cdot \Delta k_{y}\ldots }, в котором число сомножителей определяется размерностью. Для трехмерной (3D) ситуации интеграл равен {\displaystyle 4/3\cdot \pi k^{3}}, а {\displaystyle (\Delta k)^{n}=(2\pi )^{3}/L^{3}}.
Чтобы найти плотность состояний в {\displaystyle k}-пространстве, выражение для {\displaystyle G(k)} нужно продифференцировать:
{\displaystyle g(k)={\frac {dG(k)}{dk}}}.
Для перехода к плотности состояний по энергии необходимо знать закон дисперсии для частицы, то есть уметь выразить {\displaystyle k} и {\displaystyle dk} в терминах {\displaystyle E} и {\displaystyle dE}. Тогда
{\displaystyle D(E)={\frac {1}{V}}\cdot g(k(E)){\frac {dk}{dE}}}.
Скажем, для свободного электрона {\displaystyle E=\hbar ^{2}k^{2}/2m}, {\displaystyle dE=\hbar ^{2}k\,dk/m}, где {\displaystyle m} — масса, {\displaystyle \hbar } — редуцированная постоянная Планка, {\displaystyle V} (м3) — объём. С небольшими изменениями выражения применимы и при неодинаковости массы или размеров {\displaystyle L} по разным направлениям. Результаты для {\displaystyle D} приведены в таблице следующего раздела.
Для плотности состояний также существует формальное соотношение иного вида — через дельта-функцию:
{\displaystyle D(E)={\frac {1}{V}}\sum _{s}~\delta (E-E_{s})},
где индекс {\displaystyle s} отвечает некоторому состоянию дискретного или непрерывного спектра. При замене суммирования интегрированием по фазовому пространству используется правило
{\displaystyle \sum _{s}\rightarrow \int {\frac {d^{n}k~d^{n}q}{(2\pi )^{n}}}},
где {\displaystyle q} — пространственные координаты.

## Примеры
В таблице представлены выражения для плотности состояний электронов с параболическим законом дисперсии:
|                    | Объём {\displaystyle \int \limits _{0}^{k}\,{d^{n}{\mathbf {k} }}} | Объём для одного состояния {\displaystyle (\Delta k)^{n}} | Плотность состояний {\displaystyle D(E)}                                                        |
| {\displaystyle 3D} | {\displaystyle {\frac {4}{3}}\pi k^{3}}                            | {\displaystyle {\frac {(2\pi )^{3}}{L_{x}L_{y}L_{z}}}}    | {\displaystyle {\frac {\sqrt {2m^{3}}}{\pi ^{2}\hbar ^{3}}}{\sqrt {E}}}                         |
| {\displaystyle 2D} | {\displaystyle \pi k^{2}}                                          | {\displaystyle {\frac {(2\pi )^{2}}{L_{x}L_{y}}}}         | {\displaystyle {\frac {m}{\pi \hbar ^{2}L_{z}}}\sum _{l}\Theta (E-E_{l})}                       |
| {\displaystyle 1D} | {\displaystyle 2k}                                                 | {\displaystyle {\frac {2\pi }{L_{x}}}}                    | {\displaystyle {\frac {\sqrt {2m}}{\pi \hbar L_{y}L_{z}}}\sum _{l}{\frac {1}{\sqrt {E-E_{l}}}}} |
| {\displaystyle 0D} | 1                                                                  | 1                                                         | {\displaystyle {\frac {2}{L_{x}L_{y}L_{z}}}\sum _{l}\delta (E-E_{l})}                           |

где {\displaystyle l} — индекс подзоны размерного квантования, {\displaystyle \Theta } — функция Хевисайда. Формулы описывают случай, когда квантование по одному или нескольким направлениям связано с некоторым ограничивающим потенциалом.
Все формулы для {\displaystyle D(E)}, приведённые в самой правой колонке, имеют размерность Дж−1м−3 и структуру «некое выражение {\displaystyle \rho (E)}, делённое на произведение линейных размеров области квантования» — этих размеров столько, по скольким координатам ограничено движение. Если такое деление не производить (убрать все {\displaystyle L}), то останется {\displaystyle \rho (E)} с размерностью [{\displaystyle \rho }] = Дж−1м−2, Дж−1м−1 и Дж−1, соответственно, для двумерного (2D), одномерного (1D) и нульмерного (0D) случаев. Под «плотностью состояний», в зависимости от контекста, может подразумеваться не только {\displaystyle D(E)}, но и {\displaystyle \rho (E)}.

## Использование
Плотность состояний фигурирует в выражениях для расчёта концентрации частиц при их известном энергетическом распределении. Для фермионов, каковыми являются электроны, в условиях равновесия это распределение соответствует статистике Ферми — Дирака, а для бозонов, в том числе фотонов, — статистике Бозе — Эйнштейна.
Скажем, концентрации электронов (дырок) в зоне проводимости (валентной зоне) полупроводника в равновесии рассчитываются как
{\displaystyle n=\int \limits _{E_{c}}^{+\infty }\rho (E)F(E)\,dE,\quad p=\int \limits _{-\infty }^{E_{v}}\rho (E)(1-F(E))\,dE},
где {\displaystyle F} — функция Ферми, {\displaystyle E_{c}} ({\displaystyle E_{v}}) — энергия дна зоны проводимости (потолка валентной зоны). В качестве {\displaystyle \rho } здесь должна быть подставлена формула для объекта соответствующей размерности: {\displaystyle \rho _{3D}} для толщи материала (и тогда концентрации будут в м−3), {\displaystyle \rho _{2D}} для квантовой ямы (и тогда концентрацию получим в м−2), {\displaystyle \rho _{1D}} для квантовой проволоки (концентрацию получим в м−1) или {\displaystyle \rho _{0D}} (случай квантовой точки, получим не концентрацию, а число штук частиц).